# Chassé-croisé / Vingt secondes
Pour les articles homonymes, voir Chassé-croisé.

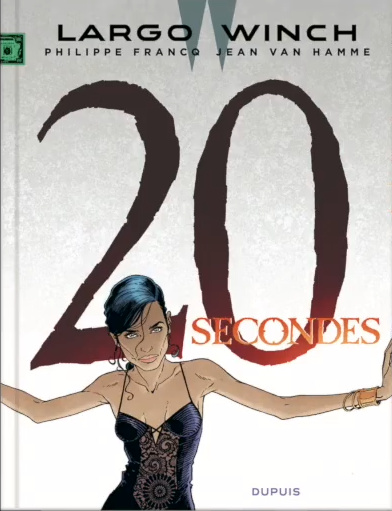
Vingt secondes.

Chassé-croisé et Vingt secondes sont deux albums de bande dessinée écrits par Jean Van Hamme et dessinés par Philippe Francq, formant un diptyque appartenant à la série Largo Winch, et édités respectivement en 2014 et 2015 par Dupuis dans la collection « Repérages ».
Ce diptyque est constitué des dix-neuvième et vingtième tomes de la série.

## Résumé
À Londres, le domicile de deux retraités explose. C'est chez eux que devait résider une Libanaise chrétienne maronite, Saïdée, qui fait la connaissance de Domenica, la sculptrice amie de Largo Winch, arrivant elle aussi à Londres et qui propose à Saïdée de l'héberger. Largo Winch se rend lui aussi à Londres, pour le « big board » des présidents de son groupe, auquel il veut associer le constructeur aéronautique Draillac par coentreprise. Un peu plus tard, ce dernier préfère se retirer préférant rester indépendant.
Un groupe de djihadistes a donné mission à Saïdée — en fait Naheen — d'approcher Winch pour se faire sauter avec lui et le « big board ». Mais l'imam chef de ce groupe terroriste est sous la coupe d'un Américain qui cherche à décapiter le groupe W pour en « ramasser les morceaux ». Saïdée rencontre Largo Winch, qui a le coup de foudre pour elle.
Dwight Cochrane, le numéro 2 du groupe Winch, et l'assistante Miss Pennywincle se font tous deux subtiliser des documents confidentiels sur le groupe, mais les deux voleurs, un père et sa fille, sont interceptés par Largo Winch et la police au moment où ils allaient remettre les documents à un groupe asiatique.
Pendant ce temps, Saïdée rend compte au responsable local de la CIA, pour le compte de laquelle elle avait infiltré le groupe djihadiste. Mais Reynolds, le responsable de la CIA, est en fait sous la coupe du même Russe que l'imam ; il ne fait rien contre les djihadistes et il fait enfermer Saïdée, pensant que les terroristes mettront en œuvre un « plan B » pour remplir leur mission.
Alors que Largo cherche toujours Saïdée au point qu'elle occupe ses pensées en permanences, cette dernière réussit à s'enfuir de la CIA, pour rejoindre l'imam. Elle comprend que ce dernier a posé la bombe dans la statue que Largo a acheté à Domenica et dont le Russe a eu l'idée de faire un coup de publicité en la transportant par grue jusqu'au dernier étage de la tour où aura lieu à la réunion du « big board », auquel est également convié la nouvelle présidente de la marine marchande par intérim, le commandant Hanni Veenstra. Saïdée s'enfuit de chez l'imam pour alerter Largo de la présence de la bombe en plein milieu de la réunion, 20 secondes avant sa détonation. Veenstra balance le buste de la statue dans La tamise avec la bombe dedans qui explose sous l'eau. Grâce à cet exploit, elle devient officiellement le nouveau président de la marine marchande, tandis que Saïdée est arrêtée.
Plus tard, l'imam est tué par ses fidèles, ayant été balancé par le Russe, tandis qu'une tueuse blonde à son service assassine l'agent corrompu de la CIA. Plus tard, Simon rencontre le Saïdée du nom de Igor Maliakhov dans l'avion. Ce dernier lui propose un travail dans ses cordes.

### Planche supplémentaire
Sur le site Web, Philippe Franck a rajouté une planche pour faire le lien entre ce diptyque et le suivant.
Raccrochant impoliment le coup de Téléphone à Simon, Largo discute avec un enquêteur et ex-agent secret pour qu'il recherche la personne qui tire les ficelles des adversaires de Largo WInch. À la fin de l'entretien, Domenica rejoint Largo, ce qui ravit beaucoup ce dernier.

## Publication en français

### Albums
- Chassé-croisé, Dupuis, collection « Repérages », 2014  (ISBN 978-2-8001-5931-7).
- Vingt secondes, Dupuis, collection « Repérages », 2015  (ISBN 978-2-8001-6551-6).

## Anecdotes
Le personnage de Mr Banks — qui apparaît dans la première page de Chassé-croisé — emprunte ses traits à l'écrivain Jean Raspail.
Le personnage de Laurent Draillac est quant à lui issu de l'album Histoire sans héros et de sa suite Vingt ans après, créés par Jean Van Hamme et Dany. Il est clairement fait référence qu'il a douze ans en 1977 au moment du premier et 32 ans en 1997 au moment du second, où il est alors marié et père de deux enfants. Contrairement à Largo Winch qui, comme la plupart des héros de BD, ne vieillit pas malgré le temps qui passe, Laurent Draillac a bien vieilli, lui, puisque dans le tome 19 où il apparaît et dont l'action se passe en 2014, il a les cheveux grisonnants par rapport à Vingt ans après, ce qui lui ferait un âge approximatif de 49 ans.